# Cirières

Cirières este o comună în departamentul Deux-Sèvres, Franța. În 2009 avea o populație de 950 de locuitori.